# Le Pavillon des cancéreux
Le Pavillon des cancéreux (en russe : Раковый корпус, Rakovy korpus) est un roman de l'écrivain russe Alexandre Soljenitsyne, qui concevait d'ailleurs cette œuvre plutôt comme une nouvelle. 
Le livre est divisé en deux parties, la première écrite entre 1963 et 1966 et la seconde en 1967.

## Circonstances de la rédaction et de la publication
Soljenitsyne, déporté de 1945 à 1953, relégué dans une petite ville du Kazakhstan (Kok-Terek) de 1953 à 1959, a subi une première attaque cancéreuse en 1952, puis une seconde en 1954, dont il est sorti guéri. Le Pavillon des cancéreux est donc, à travers le personnage d'Oleg Kostoglotov (lui aussi déporté, puis relégué), en partie fondé sur des expériences de l'auteur.
Autorisé à rentrer en Russie en 1959, il publie en 1962, dans le cadre du dégel sous la direction de Khrouchtchev, Une journée d'Ivan Denissovitch. 
La rédaction du Pavillon des cancéreux débute en 1963, mais la chute de Khrouchtchev en 1964 et l'avènement de Brejnev rendent les choses plus difficiles pour les écrivains non conformistes. La première partie de l'ouvrage est proposée en 1966 à la revue Novy Mir, qui refuse la publication, ainsi que d'autres maisons d'édition soviétiques. Quelques exemplaires vont circuler en samizdat et le roman fait l'objet en novembre 1966 d'une séance de l'Union des écrivains, qui apporte son soutien à l'auteur. La seconde partie est achevée en 1967, alors que l'existence du roman est connue en Occident. 
Une version russe est publiée en Italie en 1968, et peu après des traductions non autorisées par l'auteur sont publiées, notamment en Grande-Bretagne. 
La publication est formellement interdite en URSS et, en 1969, Soljenitsyne est exclu de l'Union des écrivains.

## Résumé
Le récit se déroule en février et mars 1955 dans une grande ville d'Ouzbékistan, au moment où apparaissent en U.R.S.S les premiers indices, encore discrets, de la déstalinisation.
C’est, sur plusieurs semaines, le quotidien d'un service de cancérologie provincial, selon les points de vue des médecins, des infirmiers et des malades : à travers l'expérience de la maladie, de la souffrance et de la mort, chacun se demande quel est le sens de la vie, influencé dans son raisonnement par son passé, sa position sociale et ses opinions, notamment vis-à-vis du régime soviétique.
Fidèle à la grande tradition du réalisme russe du XIXe siècle, le roman offre un échantillonnage de la société soviétique. Il s'intéresse en particulier aux relations entre différents personnages très opposés.
Le roman débute avec l'arrivée au pavillon des cancéreux de Paul Roussanov, ancien ouvrier devenu haut fonctionnaire du parti, qui n'est pas satisfait de devoir partager son quotidien avec des personnes de « moindre valeur », mais sa tumeur est trop grave pour qu'il puisse dans un délai raisonnable obtenir un meilleur hôpital en Russie. Il est particulièrement choqué par la présence d'Oleg Kostoglotov, qu'il prend pour un bandit et appelle « Grandegueule », qui est un ancien prisonnier du Goulag maintenu en relégation en Asie centrale, arrivé quasi mourant deux semaines auparavant, mais dont le traitement a été particulièrement efficace. Kostoglotov, qui a repris goût à la vie et aux femmes (il est attiré à la fois par l'infirmière Zoé et par le médecin Véra Gangart), se heurte maintenant au « pouvoir médical » : il voudrait mettre un terme à son traitement, mais doit encore subir des séances de rayons et surtout un traitement d'hormonothérapie. L'opposition entre Kostoglotov et Roussanov est accentuée par la lecture de la Pravda, où Kostoglotov perçoit l'évolution historique en cours, qui lui est favorable (renouvellement intégral de la Cour suprême, absence de notification du second anniversaire de la mort de Staline le 5 mars 1955), alors que Roussanov s'en inquiète beaucoup, d'autant plus qu'il apprend par son épouse le retour dans sa ville d'origine d'un homme qu'il avait dénoncé en 1937.
Le jeune Vadim Zatsyrko, géologue, voudrait poursuivre son travail afin de laisser une trace derrière lui. 
Le personnel de l'hôpital est pris entre impuissance face à la maladie, contraintes matérielles et espoir des traitements ; ainsi l'infirmière Zoé, les docteurs Vera Gangart, bien seule, et Lioudmila Dontsova, qui finit elle-même par être accablée par cette maladie.

## Liste des personnages
Noms tels qu'ils apparaissent dans la traduction française

### L'équipe médicale
- Lioudmila Afanassievna Dontsova : chef du service de radiologie
- Vera Kornilievna Gangart (surnommée « Véga » (Vé-ra Ga-ngart) par certains) : interne de Dontsova
- Zoé  : infirmière
- Léon Leonidovitch : chef du service de chirurgie
- Eugénie Oustinovna  : chirurgien-assistant
- Nizamoutdine Bakhramovitch  : médecin-chef de l'hôpital
- Elisaveth Anatolievna  : femme de la salle de radiologie, déportée (de Leningrad en 1935) et reléguée
- Nelly : femme de salle

### Les patients
Rangée de lit no 1 de la salle des hommes :
- Oleg Filimonovitch Kostoglotov : ancien déporté, relégué à perpétuité au Kazakhstan (à « Ouch Terek » dans le roman)
- Paul Nikolaïevitch Roussanov : évacué en Ouzbékistan au début de la guerre contre l'Allemagne ; cadre supérieur et membre du parti communiste, il porte d'abord un regard sévère sur ses camarades.
- Aksakal Moursalimov : vieux gardien de kolkhoze ouzbek
- Eguenbourdiev : berger kazakh
- Diomka : garçon de 16 ans, ouvrier suivant des cours du soir, il continue à étudier au pavillon ; il subit l'amputation d'une jambe.
- Alexis Chouloubine : bibliothécaire, ancien professeur

Rangée de lit no 2 de la salle des hommes :
- Kolia Azovkine : garçon très souffrant, il est renvoyé chez lui ; Vadim prend sa place
- Vadim Zatsyrko : atteint d'un mélanoblastome, ce jeune géologue voudrait mettre au point un procédé de détection des gisements métalliques.
- Ephrem Poddouïev : un ouvrier sans attaches, toujours prêt à aller dans les endroits reculés si les salaires sont élevés ; le cancer est sa première maladie
- Akhmadjan : Ouzbek, qui se révèle être gardien de camp
- Procope Semionytch, surnommé « Prochka » : conducteur de tracteurs, il est atteint d’un « Cancer du cœur, cas inopérable » ; renvoyé chez lui ; Friederich prend sa place.
- Friederich Federau : déporté national (origine allemande), mais toujours membre du parti communiste (au scandale de Roussanov)
- Maxime Petrovitch Chaly : trafiquant ; au départ, il scandalise Roussanov, mais à la fin, il propose de lui procurer des pneus neufs pour la voiture familiale et lui devient plus sympathique.

### Autres
- Assia : amie de Diomka, atteinte d'un cancer du sein
- Stéphanie : vieille femme confidente de Diomka
- Sigbatov : tatar ; atteint au sacrum, il séjourne dans le vestibule.
- Capitoline Matveïevna : épouse de Roussanov
- Ioura Roussanov : fils de Roussanov, il est procureur, mais (selon son père) est desservi par ses trop grands  scrupules moraux.
- Alla (Aviette) Roussanov  : fille de Roussanov, très sûre d'elle-même, elle envisage une carrière littéraire (elle a écrit un recueil de poèmes qui va être publié) et elle aime son père.
- les Kadmine : couple de relégués, amis d'Oleg, ils correspondent avec lui.
- le docteur Orechtchenkov : retraité, partisan du système du « médecin de famille » ; c'est le premier à qui le docteur Dontsova révèle qu'elle soupçonne être atteinte du cancer

## Éditions
- Le Pavillon des cancéreux [« Раковый корпус rakovii korpus »]  (trad. du russe par Michel et Alfreda Aucouturier, Lucile et Georges Nivat, Jean-Paul Sémon, préf. Georges Nivat), Paris, Éditions Julliard, coll. « Le Livre de poche »,‎ 1970 (réimpr. 1981) (1re éd. 1968), 701 p. (ISBN 978-2-7242-0970-9 et 2-7242-0970-2).